# Miramichi
Miramishi é uma cidade do Canadá, província de New Brunswick. Situado ao norte do Rio Miramichi, a cidade possui uma população de 17.537 habitantes (censo nacional de 2016).